# Paulo César de Araújo
Paulo César de Araújo, noto semplicemente come Pagão (Santos, 27 ottobre 1934 – Santos, 4 aprile 1991), è stato un calciatore brasiliano, attaccante tra i migliori marcatori nella storia del calcio che in carriera ha vinto due campionati brasiliani (1961 e 1962), una Libertadores (1962) e una Intercontinentale (1962) contro il Benfica di Eusébio, tutti ottenuti con la maglia del Santos.

## Biografia
Centravanti dotato di notevoli abilità tecniche, era bravo a giocare nello stretto e sapeva svariare su tutto il fronte offensivo. Scoperto e lanciato dal tecnico del Santos Lula, nominato da Coutinho come il suo naturale erede in campo, con Pelé e Pepe ha formato uno degli attacchi più temibili nella storia del club brasiliano, detta la «linea delle tre P» con cui ha vinto molti titoli, tra cui due campionati brasiliani, la Libertadores e l'Intercontinentale nel 1962. Tra i marcatori più prolifici nella storia del Santos –– al nono posto: vanta 157 gol in 345 partite in tutte le competizioni, che ne fanno inoltre uno dei trenta più presenti nella storia della squadra –– ha giocato in Nazionale per due volte nel 1957, senza segnare. Lascia il Santos nel 1963 per giocare col San Paolo, poi si ritira al termine del 1967 dopo essere tornato al Portuguesa Santista, ponendo fine a una carriera costellata da diversi infortuni. Torna a vivere a Santos e muore nel 1991 a causa di un'insufficienza epatica.
Secondo alcune fonti sarebbe nato il 7 ottobre 1934.

## Palmarès

### Club

#### Competizioni nazionali
- Campionato paulista: 6

Santos: 1955, 1956, 1958, 1960, 1961, 1962
- Torneo Rio-San Paolo: 1

Santos: 1959
- Taça Brasil: 2

Santos: 1961, 1962

#### Competizioni internazionali
- Coppa Libertadores: 1

Santos: 1962
- Coppa Intercontinentale: 1

Santos: 1962